# Bolsa de Valores Boliviana
A Bolsa de Valores da Bolívia (conhecida em espanhol como Bolsa Boliviana de Valores ou BBV) é uma bolsa de valores com sede na cidade de La Paz, na Bolívia. Essa bolsa de valores iniciou suas operações em 1989, a bolsa oferece negociação de ações, índices, ouro e commodities locais.

## História
Os fundadores da Bolsa de Valores Boliviana incluem Ernesto Wende, Oscar Parada, Gastón Guillén, Gastón Mujía, José Crespo, Luis Ergueta e Chirveches. O presidente da Confederação de Empregadores Privados da Bolívia (CEPB), Marcelo Pérez Monasterios (mais tarde embaixador boliviano no Reino Unido), convocou uma reunião para designar uma comissão para ajudar a estabelecer a bolsa de valores, e o projeto foi lançado em 19 de abril de 1979, sob a denominação Bolsa Boliviana de Valores. O BBV começou com US$ 1.420.000 (peso boliviano, curso legal válido até 1987) em capital e com 71 acionistas.
Após a constituição, o primeiro Conselho Geral de Acionistas da entidade aprovou os estatutos da sociedade e nomeou Dom Ernesto Wende Frankel como seu primeiro diretor. A direção foi responsável por executar as formalidades necessárias à obtenção do estatuto jurídico, incluindo a aprovação dos estatutos pela Comissão Nacional de Valores, em conformidade com o Código Comercial.
Entre 1982 e 1985, as condições econômicas não estavam propícias à ativação da negociação na Bolsa de Valores Boliviana. A Bolívia era fiscalmente fraca e estava imersa em um cenário de hiperinflação, o que se somava às exigências de estabilidade de preços. Foi estabelecido um processo para melhorar a situação econômica do país, procurando alcançar a estabilização e a deflação econômica. Com a melhoria das condições econômicas em 1989, foi iniciado um programa da USAID para apoiar o mercado de ações. Essa ajuda estendeu-se à Comissão Nacional de Valores e à Bolsa de Valores da Bolívia, e também possibilitou a qualificação de agentes intermediários, a preparação de regulamentos e a preparação operacional do mercado. Em 20 de outubro de 1989, a Bolsa Boliviana de Valores iniciou atividades oficiais.

## Organização
- Diretor
- Oficial de Cumprimento e Analista de Cumprimento
- Consultor Jurídico Externo
- Administração Geral
- Escritório de Gestão
- Gestão Subgeral
- Oficial de Segurança da Informação
- Liderança de Administração de Projetos
- 7 Gerências: Direção Geral - Gestão de Mercados – Gestão de Supervisão e Análise – Gestão de Desenvolvimento e Informação – Gestão de Assuntos Jurídicos – Gestão de Tecnologia da Informação – Gestão de Administração e Finanças.
- 10 cargos de liderança de área

## O mercado de ações boliviano
A partir de 1989, com o início das operações da Bolsa de Valores Boliviana, o sistema financeiro boliviano iniciou um período de importantes transformações que se aprofundou durante a década de 1990, com a promulgação da Lei dos Bancos e Entidades Financeiras (1993), a Lei do Banco Central da Bolívia (1995), a Lei das Pensões (1996), a Lei do Mercado de Valores (1998) e a Lei dos Seguros (1998).

## Setores que contribuem na bolsa de valores
Na Bolsa de Valores Boliviana são negociadas ações dos seguintes setores:

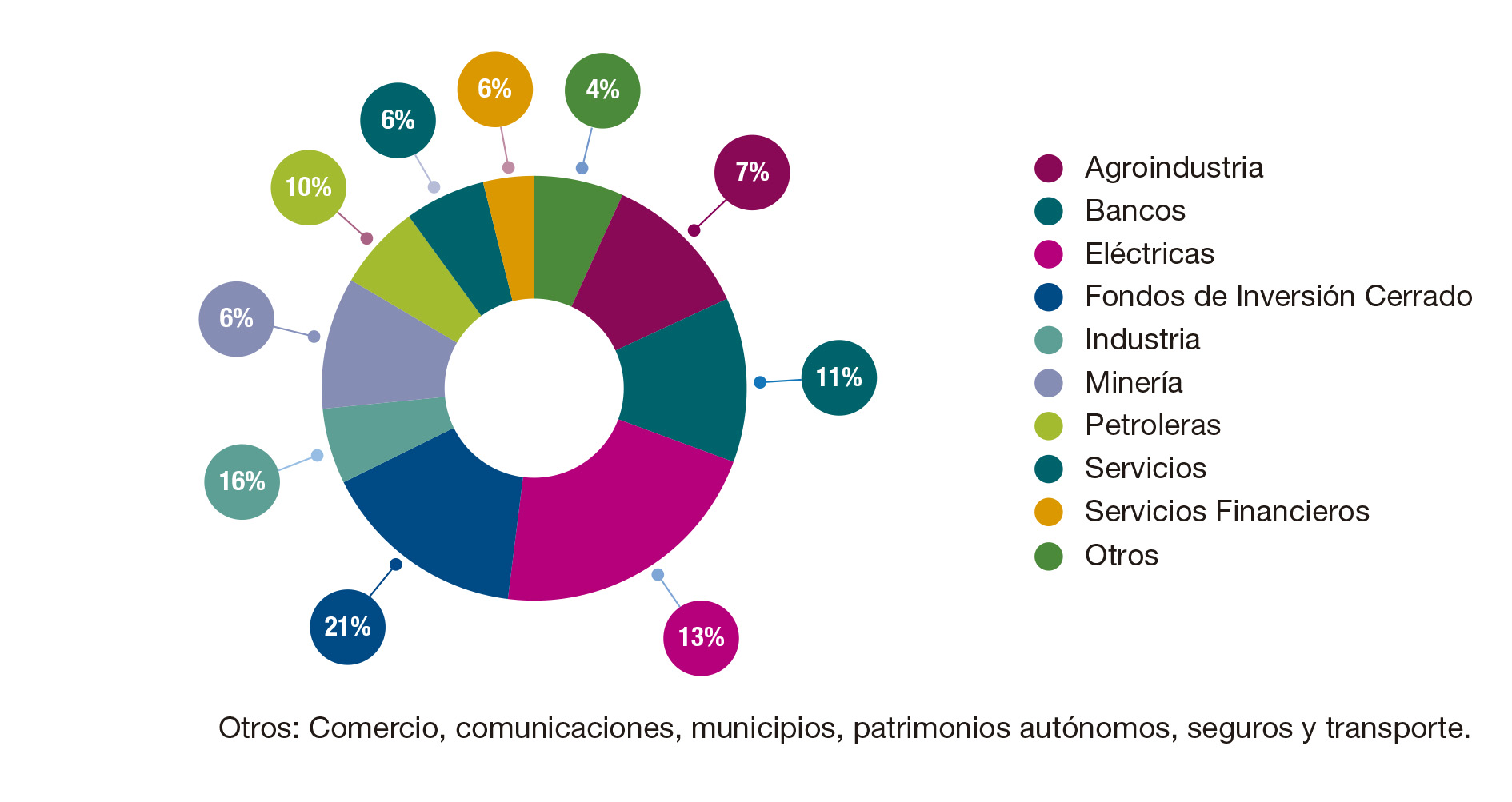

- Agroindústria
- Cooperativas
- Bancos
- Elétricas
- Trocas
- Industrial
- Petróleo
- Seguros
- Serviços
- Serviços financeiros
- Transportes
- Títulos Municipais